# Roscemanno
Roscemanno (zm. ok. 1128) – włoski benedyktyn i kardynał.

## Życiorys
Był mnichem na Monte Cassino i prawdopodobnie w 1106 roku papież Paschalis II mianował go kardynałem diakonem San Giorgio in Velabro. 23 marca 1112 brał udział w synodzie laterańskim, na którym przyłączył się do protestu kardynałów przeciwko układowi z Ponte Mammolo zawartemu rok wcześniej przez Paschalisa II z cesarzem Henrykiem V w sprawie inwestytury. 21 i 22 grudnia 1116 sygnował bulle Paschalisa II wystawione w Trastevere w Rzymie. 24 stycznia 1118 brał udział w wyborze papieża Gelazjusza II. Podpisał dyplom Gelazjusza II z 18 kwietnia 1118, a następnie towarzyszył mu w podróży do Pizy. W latach 1120–22 sprawował urząd rektora (gubernatora) Benewentu. Sygnował bulle Kaliksta II z 6 kwietnia 1123 i Honoriusza II z 4 września 1128. Niedługo po tej ostatniej dacie zapewne zmarł, gdyż nie występuje już wśród uczestników podwójnej elekcji papieskiej po śmierci Honoriusza II w lutym 1130.